# Pissin' Razorbladez
Pissin' Razorbladez er et album lavet af Angerfist.

## Sange
| 1. Intro – 1:31 2. Chaos And Evil – 3:55 3. Dortmund´05 – 5:34 4. The Driller Killer – 4:31 5. Kidnapped Redneck – 4:35 6. Cannibal – 4:19 7. End – 4:22 8. Dance With The Wolves – 5:11 9. Stainless Steel – 4:46 10. The Fastlane – 3:46 11. A Touch Of Insanity – 4:54 12. My Critic Fetish – 5:05 13. Penis Enlargement (2nd Edit featuring Akira) – 4:10 14. Dead Man Walking – 4:31 15. Pissin' Razorbladez – 4:18 16. Yes – 4:55 17. Spit On You – 3:22 | 1. Raise Your Fist – 7:11 2. Take U Back – 6:05 3. Necroslave – 4:47 4. The World Will Shiver (T-Junction & Rudeboy Remix) – 5:18 5. Criminally Insane – 4:43 6. Maniac Killa – 6:20 7. Twisting My Mind – 6:12 8. Human Resource - Dominator (Outblast & Angerfist Remix) – 6:51 9. B.A.M.M. (Dr. Z-Vago Remix) – 4:34 10. Fuck Off – 4:06 11. With The Fresh Style – 4:52 12. Killerfist (Akira HKViolence Remix) – 5:31 13. Fuck The Promqueen – 3:34 14. Nothing But The Darkside – 3:45 | 1. Angerfist Megamix – 8:35 2. The World Will Shiver (Official Masters Of Hardcore - The Core Supremacy Anthem) – 4:02 |